# North Providence
North Providence és una població dels Estats Units a l'estat de Rhode Island. Segons el cens del 2000 tenia 32.411 habitants.

## Demografia
Segons el cens del 2000, North Providence tenia 32.411 habitants, 14.351 habitatges, i 8.538 famílies. La densitat de població era de 2.207 habitants per km².
Dels 14.351 habitatges en un 22,4% hi vivien nens de menys de 18 anys, en un 44,5% hi vivien parelles casades, en un 11,5% dones solteres, i en un 40,5% no eren unitats familiars. En el 34,8% dels habitatges hi vivien persones soles el 13,8% de les quals corresponia a persones de 65 anys o més que vivien soles. El nombre mitjà de persones vivint en cada habitatge era de 2,23 i el nombre mitjà de persones que vivien en cada família era de 2,91.
Per edats la població es repartia de la següent manera: un 18,3% tenia menys de 18 anys, un 7,5% entre 18 i 24, un 30,3% entre 25 i 44, un 24,1% de 45 a 60 i un 19,7% 65 anys o més.
L'edat mediana era de 41 anys. Per cada 100 dones de 18 o més anys hi havia 83,5 homes.
La renda mediana per habitatge era de 19.721 $ i la renda mediana per família de 31.655 $. Els homes tenien una renda mediana de 16.624 $ mentre que les dones 12.854 $. La renda per capita de la població era de 13.589 $. Aproximadament el 25,6% de les famílies i el 28,1% de la població estaven per davall del llindar de pobresa.